# 馬淵烈
馬淵 烈（まぶち つよし、1989年6月5日 - ）は、高知県須崎市出身の元社会人野球選手、野球指導者。
父親は高校野球の名将としても知られる、明徳義塾高校硬式野球部監督の馬淵史郎。

## 経歴
父が監督を務める明徳義塾高校ではエースで主将として活躍。
高校卒業後は東都大学野球連盟所属の拓殖大学に進学。三塁手として活躍し、4年秋には24年ぶりのリーグ2部優勝を果たす。
大学卒業後は岡山県の自動車販売店・シティライトに入社し、同社の野球部・シティライト岡山に入部。ここで4シーズンプレーし、2014年にはチーム主将も務めたが、同年のシーズン終了後に退部。
2015年からは再び母校の拓殖大学に戻り、コーチを務める。2020年からは監督に就任。